# Тања Каришик Кошарац
Тања Каришик (Сарајево, 23. јул 1991) је босанскохерцеговачка скијашица специјализована за биатлон и скијашко трчање.

## Биографија
Тања Каришик је студент и живи на Палама. Од скијашких почетака чланица је СК Романија са Пала а тренер јој је Томислав Лопатић. У биатлону се такмичи од 2002, а од 2005 чланица је националног тима Босне и Херцеговине. Дебитовала је у Европском јуниорском купу у биатлону 2005. у Обертилиаху. Прву трку у биатлонској дисциплини појединачно није завршила. У наредним годинама, она ретко завршава ову најдужу трку у биатлону. Каришик релативно често учествују у тркама Европског купа, док многи други биатлонци истог узраста то раде повремено. Најбољи резултат у овој категорији остварила је 2008. у Чезана Сан Сикарију , када је у спринту била 20. Године 2008. у Лангдорфу учествовала је први пут на Европском јуниорском првенству у биатлону, где је у спринту рангирана на 62. место.
Године 2007. дебитује на Светском првенству за младе где је у спринту завршила на 52 месту. Следеће године учествује на три главна јуниорска такмичења. На Светском купу младих у Руполдингу освојила је 69. место појединачно, а 77. у спринту. Европско првенство у Новом Месту у Моравској завршила је као 51. појединачно и 56. у спринту. У такмичењима у скијашком трчању је 19 у спринту и 16 у потери.
На Светском првенству у биатлону учествовала је три пута а најбољи пласнан јој је 89 место у дисциплини појединачно и 100 место у спринту.
На Зимским олимпијским играма 2010. у Ванкуверу и 2014. у Сочију учествује у два спорта. Најбољи пласман у досадашњој олимпијској каријери у биатлону било је 78 место у спринту у Сочију, а у скијашком трчању 71 место у дисциплини 10 км слободним стилом у Ванкуверу.